# Torneio Rei Dadá
O Torneio Rei Dadá foi uma competição amistosa de futebol realizada em 1995 na cidade de Uberlândia, realizado para comemorar a conclusão nas reformas do Estádio Parque do Sabiá. O nome do torneio foi uma homenagem ao jogador Dadá Maravilha.

## Primeiro gol de goleiro da história do São Paulo
O regulamento da competição previa uma curiosidade: em caso de penalidade máxima assinalada pela arbitragem, o cobrador deveria ser necessariamente o goleiro da equipe beneficiada. Fato ocorrido na partida entre Uberlândia e São Paulo, quando o goleiro Moscatto assinalou o gol da vitória tricolor. O acontecimento ocorreu cerca de 1 ano e meio antes de Rogério Ceni marcar seu primeiro gol.

## Participantes
- Clube Atlético Mineiro (Belo Horizonte)
- Uberlândia Esporte Clube (Uberlândia)
- Associação Ferroviária de Esportes (Araraquara)
- São Paulo Futebol Clube (São Paulo)

## Jogos
|  | Semifinais 15 de julho | Semifinais 15 de julho |       |  | Final 16 de julho | Final 16 de julho |  |
|  |                        |                        |       |  |                   |                   |  |
|  |                        |                        |       |  |                   |                   |  |
|  | Uberlândia             | 1                      |       |  |                   |                   |  |
|  | São Paulo              | 2                      |       |  |                   |                   |  |
|  |                        |                        |       |  |                   |                   |  |
|  |                        |                        |       |  |                   |                   |  |
|  |                        |                        |       |  | São Paulo         | 0 (5)             |  |
|  |                        | Ferroviária            | 0 (4) |  |                   |                   |  |
|  |                        |                        |       |  |                   |                   |  |
|  |                        |                        |       |  |                   |                   |  |
|  |                        |                        |       |  |                   |                   |  |
|  |                        |                        |       |  |                   |                   |  |
|  | Atlético Mineiro       | 1 (1)                  |       |  |                   |                   |  |
|  | Ferroviária            | 1 (3)                  |       |  |                   |                   |  |

### Premiação
| Torneio Dadá Maravilha |
| Espanha.               |
| ---------------------- |
| SÃO PAULO Campeão      |